# Familia Austria, Österreichische Gesellschaft für Genealogie und Geschichte
Familia Austria. Österreichische Gesellschaft für Genealogie und Geschichte ist ein am 6. Dezember 2008 gegründeter genealogischer Verein für Österreich-Ungarn (alle Nachfolgestaaten) mit Sitz in Wien.
Der gemeinnützige Verein ist Mitglied im Verband wissenschaftlicher Gesellschaften Österreichs (VWGÖ), im Verein für Computergenealogie beim International German Genealogy Partnership, bei Time Machine Organization und weiteren österreichischen und internationalen Zusammenschlüssen. Präsident ist Günter Ofner.

## Aufgaben
Der Verein hat den Zweck für Ahnen- und Familienforscher sowie für Geschichtsinteressierte auf dem Gebiet der alten Donaumonarchie nützliche Informationen zu sammeln und langfristig zur Verfügung zu stellen, die Arbeitsergebnisse von Ahnen- und Familienforschern auf dem Gebiet der alten Donaumonarchie zu sammeln, ordnen, aufbereiten, langfristig sichern und anderen Forschern zugänglich machen, auf ehrenamtlicher Basis mit vereinten Kräften von Mitgliedern und Mitarbeitern Wissen auf den Gebieten Genealogie und Geschichte zu erarbeiten, die Ahnen- und Familienforscher ebenso wie Heimat- und Geschichtsforscher auf dem Gebiet der alten Donaumonarchie zusammenbringen, ihnen helfend zur Seite stehen und ihnen durch die Schaffung von Informationsnetzen die Arbeit erleichtern und die Interessen der Ahnen- und Familienforscher auf dem Gebiet der alten Donaumonarchie gegenüber staatlichen und anderen privaten Institutionen zu vertreten.
Der Verein unterhält eine Bibliothek in Wien, deren Verzeichnis online einsehbar ist.

## Mitglieder
Der Verein hat über 1250 Mitglieder und ist damit der größte genealogische Verein auf dem Gebiet des alten Österreich-Ungarn. Erfahrene Familien- und Heimatforscher sowie Wissenschaftler geben Hilfestellungen, halten Vorträge, stellen genealogische Quellen vor, vermitteln so hilfswissenschaftliche Kenntnisse und führen in die historische Lebenswelt der Ahnen ein. In Arbeitskreisen und Forscherstammtischen besteht die Gelegenheit zur Diskussion genealogischer Probleme. In Kursen wird das Lesen alter Schriften vermittelt und damit das Verstehen alter Archivalien erleichtert. Seit dem Jahr 2020 wird all das über das Internet angeboten.

## Publikationen
Die „Schriftenreihe“ erscheint seit 2011 und behandelt jeweils abgeschlossene Themenbereiche der Wissensgebiete Genealogie und Geschichte.

## Wissenschaftliche Leistungen
Für die Erstellung der Datenbank aller Verstorbenen in Wien von 1648–1694 sowie 1703–1899 wurden im Jänner 2017 14 führende Mitarbeiter bei einer Festveranstaltung im Wiener Rathaus durch den Wiener Kulturstadtrat geehrt. Diese Datenbank wird laufend weiter ausgebaut und enthält aktuell (März 2021) 2.079.153 Personen.
Für andere Vereinsprojekte wurden Mitarbeiter durch die Länder Oberösterreich, Steiermark, Kärnten und Niederösterreich geehrt.
Die online-Datenbanken des Vereins enthalten inzwischen (2025) mehr als 17 Millionen Personen aus der alten Donaumonarchie.
Eines der Spezialgebiete des Vereins ist die Erforschung der Angehörigen von über Generationen berufstreuen Gewerben wie Müller, Abdecker, Lebkuchenbäcker, Glasmacher, Rauchfangkehrer usw. 
Dafür wird auch eine Spezial-Datenbank "Zufallsfunde" betrieben.